# Mézy-Moulins
Mézy-Moulins – miejscowość i gmina we Francji, w regionie Hauts-de-France, w departamencie Aisne.
Według danych na styczeń 2014 roku gminę zamieszkiwało 536 osób, a gęstość zaludnienia wynosiła 120,2 osób/km².